# سيدريك فيفري
سيدريك فيفري (8 أبريل 1981 في فرنسا - ) (بالفرنسية: Cédric Faivre)‏ هو لاعب كرة قدم فرنسي في مركز الوسط. شارك مع منتخب فرنسا تحت 19 سنة لكرة القدم. أما مع النوادي، فقد لعب مع نادي تروا ونادي جازيليك أجاكسيو ونادي سوشو ونادي بيزنسون ‏ وSR Colmar ‏ وASM Belfort ‏ وStade Beaucairois FC ‏.

## وصلات خارجية
- سيدريك فيفري على موقع قاعدة بيانات كرة القدم.إي يو (الإنجليزية)